# Canadá en los Juegos Paralímpicos de Barcelona 1992
Canadá estuvo representado en los Juegos Paralímpicos de Barcelona 1992 por un total de 138 deportistas, 89 hombres y 49 mujeres.

## Medallistas
El equipo paralímpico canadiense obtuvo las siguientes medallas:
| Nombre | Deporte                       | Evento                          |
| --- | ----------------------------- | ------------------------------- |
| Oro |                               |                                 |
| Joanne Bouw | Atletismo                     | Disco C5-8 femenino             |
| Joanne Bouw | Atletismo                     | Jabalina C5-8 femenino          |
| Joanne Bouw | Atletismo                     | Peso C5-8 femenino              |
| Kristine Harder | Atletismo                     | 400 m TW2 femenino              |
| Kristine Harder | Atletismo                     | 800 m TW2 femenino              |
| Ljiljana Ljubisic | Atletismo                     | Disco B1 femenino               |
| Frank Bruno | Atletismo                     | 100 m C8 masculino              |
| Frank Bruno | Atletismo                     | 200 m C8 masculino              |
| Frank Bruno | Atletismo                     | 400 m C8 masculino              |
| Richard Reelie | Atletismo                     | 400 m TW2 masculino             |
| Richard Reelie | Atletismo                     | 800 m TW2 masculino             |
| Clayton Gerein | Atletismo                     | 5000 m TW2 masculino            |
| Clayton Gerein | Atletismo                     | Maratón TW2 masculino           |
| André Viger | Atletismo                     | 10 000 m TW3-4 masculino        |
| Jacques Martin | Atletismo                     | Disco THW5 masculino            |
| Arnold Boldt | Atletismo                     | Salto de altura J1 masculino    |
| Marni Abbott Chantal Benoit Tracey Ferguson Judy Goodrich Patti Jones Jennifer Krempien Linda Kutrowski Judie Millard Kendra Ohama Diane Rakiecki Helene Simard Irene Wownuk | Baloncesto en silla de ruedas | Torneo femenino                 |
| Patrice Bonneau | Ciclismo en ruta              | Ruta LC2 masculino              |
| Joanne Mucz | Natación                      | 100 m braza SB8 femenino        |
| Joanne Mucz | Natación                      | 100 m mariposa S9 femenino      |
| Joanne Mucz | Natación                      | 100 m libre S9 femenino         |
| Joanne Mucz | Natación                      | 400 m libre S9 femenino         |
| Joanne Mucz | Natación                      | 200 m estilos SM9 femenino      |
| Michael Edgson | Natación                      | 100 m espalda B3 masculino      |
| Michael Edgson | Natación                      | 100 m mariposa B3 masculino     |
| Michael Edgson | Natación                      | 200 m estilos B3 masculino      |
| Michael Edgson | Natación                      | 400 m estilos B3 masculino      |
| Laszlo Decsi | Tiro                          | Pistola libre SH1-3 mixto       |
| Plata |                               |                                 |
| Kristine Harder | Atletismo                     | 200 m TW2 femenino              |
| Ljiljana Ljubisic | Atletismo                     | Peso B1 femenino                |
| Marc Quessy | Atletismo                     | 200 m TW3 masculino             |
| Marc Quessy | Atletismo                     | 400 m TW3 masculino             |
| Richard Reelie | Atletismo                     | 200 m TW2 masculino             |
| Richard Reelie | Atletismo                     | 1500 m TW2 masculino            |
| Andre Beaudoin | Atletismo                     | 100 m TW2 masculino             |
| Jeff Adams | Atletismo                     | 800 m TW4 masculino             |
| David Howe | Atletismo                     | 5000 m C5-8 masculino           |
| France Gagne | Atletismo                     | Disco B3 masculino              |
| Jason Delesalle | Atletismo                     | Jabalina B3 masculino           |
| Jacques Martin | Atletismo                     | Jabalina THW5 masculino         |
| Rick Gronman | Atletismo                     | Peso C7 masculino               |
| James Baker Marc Quessy André Viger Daniel Wesley | Atletismo                     | 4 × 100 m TW3-4 masculino       |
| Jeff Adams Luke Gingras Marc Quessy André Viger | Atletismo                     | 4 × 400 m TW3-4 masculino       |
| Monique Glasgow | Ciclismo en ruta              | 5 km contrarreloj CP3 femenino  |
| Gary Longhi | Ciclismo en ruta              | 5 km contrarreloj CP3 masculino |
| Marie Claire Ross | Natación                      | 100 m braza B3 femenino         |
| Yvette Weicker | Natación                      | 50 m libre B1 femenino          |
| Michael Edgson | Natación                      | 200 m espalda B3 masculino      |
| Jeremy Gervan | Natación                      | 200 m libre S6 masculino        |
| Bronce |                               |                                 |
| Colette Bourgonje | Atletismo                     | 100 m TW3 femenino              |
| Colette Bourgonje | Atletismo                     | 800 m TW3 femenino              |
| Chantal Petitclerc | Atletismo                     | 200 m TW4 femenino              |
| Chantal Petitclerc | Atletismo                     | 800 m TW4 femenino              |
| Luke Gingras | Atletismo                     | 200 m TW3 masculino             |
| Luke Gingras | Atletismo                     | 800 m TW3 masculino             |
| Clayton Gerein | Atletismo                     | 800 m TW2 masculino             |
| Clayton Gerein | Atletismo                     | 1500 m TW2 masculino            |
| Hal Merrill | Atletismo                     | Jabalina THW2 masculino         |
| Hal Merrill | Atletismo                     | Peso THW2 masculino             |
| Joe Zuppanic | Atletismo                     | 100 m C3-4 masculino            |
| Andre Beaudoin | Atletismo                     | 200 m TW2 masculino             |
| Jeff Tiessen | Atletismo                     | 400 m TS3 masculino             |
| Steve Brooks | Atletismo                     | Maratón B1 masculino            |
| Jacques Martin | Atletismo                     | Peso THW5 masculino             |
| Agnes Meszaros | Ciclismo en ruta              | 5 km contrarreloj CP3 femenino  |
| Patricia Campion Nathalie Chartrand Anne Jarry Teresa Lloy Eva Sager Helena Rooyakkers                                                                                       | Golbol                        | Torneo femenino                 |
| Andrew Haley | Natación                      | 400 m libre S9 masculino        |
| Rebeccah Bornemann | Natación                      | 100 m libre S8 femenino         |
| Rebeccah Bornemann | Natación                      | 400 m libre S8 femenino         |
| Marie Claire Ross | Natación                      | 50 m libre B3 femenino          |
| Nora Bednarski | Natación                      | 50 m mariposa S7 femenino       |
| Marie Claire Ross Nancy Irvine Carla Qualtrough Yvette Weicker | Natación                      | 4 × 100 m libre B1-3 femenino   |
| Marie Claire Ross Nancy Irvine Carla Qualtrough Yvette Weicker | Natación                      | 4 × 100 m estilos B1-3 femenino |
| Heather Kuttai | Tiro                          | Pistola de aire SH1-3 mixto     |
| Pier Morten | Yudo                          | –71 kg masculino                |